# عباس القمي
عباس بن محمد رضا بن أبي القاسم القمي (1294 هـ - 1359 هـ). هو رجل دين شيعي إيراني معروف باسم «المحدث القمي»، وقد اشتهر القمي بكتابه مفاتيح الجنان.

## نبذة بسيطة
ولد حوالي عام 1294 هـ بمدينة قم، ودرس فيها مرحلة «المقدمات» وكذلك الفقه والأصول. سافر عام 1316 هـ إلى مدينة النجف لإكمال دراسته، وكانت له رغبة شديدة بدراسة علوم الحديث، ولإشباع هذه الرغبة لازم حسين النوري الطبرسي - أحد كبار محدثي الشيعة -.
في عام 1318 هـ سافر إلى مكة لتأدية مناسك الحج، وعاد بعد ذلك إلى موطنه - أي مدينة قم -، وبقي هناك مدة قصيرة، ثم رجع إلى النجف ملازماً أستاذه النوري الطبرسي، وأخذ يساعده في استنساخ كتابه «مستدرك الوسائل».
في عام 1322 هـ ـ أي بعد مرور عامين على وفاة أستاذه النوري الطبرسي ـ عاد إلى مدينة قم؛ بسبب تدهور وضعه الصحي، وفيها انشغل بالتأليف والترجمة والوعظ وأعمال أخرى.
كما عاش في مدينة مشهد بين عامي 1331 هـ و1341 هـ، وانشغل بإلقاء دروسه في علم الأخلاق في «مدرسة الميرزا جعفر للعلوم الدينية».

## وفاته
تُوفي في الثالث والعشرين من ذي الحجة 1359 هـ بمدينة النجف، وصلى عليه المرجع أبو الحسن الموسوي الأصفهاني، ودُفن في الصحن الحيدري بالنجف.

## أسفاره
كان الشيخ القمي مولعاً بتحصيل العلم والانتهال من نميره العذب ومن هنا كان يشد الرحال في طلبه لنيل المراتب العلمية والمعنوية السامية أينما وجد ذلك، ومن أسفاره:

### السفر إلى النجف
شدّ الشيخ القمي الرحال متوجها صوب النجف سنة 1316 هـ وهو في الثانية والعشرين من عمره، فحضر عند كبار العلماء والفقهاء فيها، منهم:
- محمد كاظم الطباطبائي اليزدي صاحب كتاب العروة الوثقى.
- الميرزا حسين النوري المعروف بالمحدث النوري صاحب كتاب مستدرك الوسائل.
- الميرزا محمد تقي الشيرازي المشهور بالميرزا الثاني.
- حسن الصدر.
- أبو الحسن النقوي اللكنهوئي.

### سفره إلى الحج
في تلك الفترة وبالتحديد سنة 1318 هـ توجّه صوب الديار لأداء فريضة الحج.

### العودة إلى إيران
رجع الشيخ عباس إلى إيران بعد رحيل أستاذه المحدث النوري سنة 1322 هـ، ولم تنقطع علاقته بالنجف حيث كان يتردد فترة إقامته في إيران على العتبات لأداء مراسم الزيارة والسفر إلى الحج مرة ثانية.

### السفر إلى مدينة مشهد
في يوم الجمعة المصادف للأول من ربيع الثاني سنة 1332 هــ قصد الشيخ القمي خراسان ليلقي برحله في مدينة مشهد وبطلب من الحاج حسين القمي واستمرت إقامته فيها حتى سنة 1354 هـ  وقد ذكر في مقدمة كتابه الفوائد الرضوية: «نظرا لتوارد الهموم وكثرة المشاكل التي واجهتني والمصاعب التي اعترضت طريقي مما يطول ذكره قررت اللجوء إلى إمام الأتقياء وملاذ الغرباء أبي الحسن علي بن موسى الرضا (ع)».
بعض مشايخه وأساتذته:
تلمذ في مشهد على يد كل من:
- أغا بزرك حكيم شهيدي.
- الميرزا محمد آية الله زاده الخراساني ابن الآخوند الخراساني.
- الحاج الشيخ مرتضى الآشتياني.
- الحاج أغا حسين القمي.
- الميرزا عبد الجواد أديب النيشابوري.

وقد استغرقت إقامته في مشهد اثنين وعشرين عاماً، اشتغل خلالها بالتأليف والتصنيف ومجالس الوعظ والإرشاد والخطابة. كما مارس دوره في فضح مخططات الأمريكان ودسائسهم في الهيمنة على العالم الإسلامي أمام الجمهور، مما عرّضه للتهديد بالقتل من قبل لجنة عقوبات الحزب الديموقراطي هناك.

### العودة إلى النجف
بعد أحداث مسجد كوهر شاد التي راح ضحيتها الكثير من الناس، وبعد إبعاد الـ آقا حسين القمي سنة 1345 هـ، قرر الشيخ الرجوع إلى النجف مرّة أخرى ملقيا فيها رحاله حتى الأيام الأخيرة من عمره.

## خصاله الشخصية والأخلاقية
وصفه صديقه الشيخ آقا بزرك الطهراني بأنّه المثال الواضح للإنسان المثالي والمصداق البارز للعالم الفاضل صاحب الخصال النبيلة والخلق الرفيع والتواضع الجمّ، سليم الذات والطويّة شريف النفس بعيداً عن الغرور والشهرة، الزاهد العابد، أنست به وامتزجت روحي مع روحه.
وقد تعرضت المصادر الرجالية وتراجم المؤلفين للكثير من القصص والحكايات التي تنم عن كرم طبع وحسن خلق ورسوخ إيمان.

## تلامذته والرواة عنه
تتلمذ عليه وروى عن الكثير من العلماء والفضلاء، منهم:
- الشيخ آقا بزرك الطهراني.
- أحمد الموسوي المستنبط.
- أحمد الشهير بسيد أقا تستري الجزائري.
- الشيخ حسين مقدس المشهدي.
- الشيخ ميرزا حيدر قلي خان سردار كابلي.
- شهاب الدين المرعشي النجفي.
- الشيخ عبد الحسين الرشتي.
- الحاج ملا علي واعظ خياباني التبريزي.
- علي مدد قائني الخراساني.
- علي نقي فيض الإسلام الطهراني.
- الشيخ محمد تقي المقدس الطهراني.
- الشيخ محمد صادق صدر الشريعة التنكابني.
- الشيخ محمد علي الأردوبادي.
- الشيخ محمد مهدي شرف الدين واعظي تستري.
- محمد هادي الميلاني.
- مصطفى صفائي خوانساري.
- ميرزا مهدي الشيرازي.
- الشيخ يوسف بيارجمندي الحائري.
- الشيخ يوسف بن عبد علي رجائي مغزي.

## مؤلفاته
| - مفاتيح الجنان. يُعد هذا الكتاب من أشهر الكتب عند الشيعة على الإطلاق، لاحتوائه على الأعمال العبادية والأدعية التي يحتاجها الفرد الشيعي في عبادته، وقد ألّف الكتاب باللغة الفارسيَّة، مع أنّ نصوص الأدعية وما شابه كلها بالعربية، ثم ترجم منها إلى لغات أخرى كالعربية والأردويَّة والإنگليزيَّة، وغيرها من اللغات. - منتهى الآمال في تاريخ النبي والآل. ترجمه للأردويَّة صفدر حسين بن غلام سرور النجفي بعنوان أحسن المقال. - نفس المهموم في مصيبة الحسين المظلوم. - هدية الأحباب في المعروفين بالكنى والألقاب. - اللآلي المنثورة في الأحراز والأذكار المأثورة. - الفوائد الرجبية فيما يتعلق بالشهور العربية. - الفوائد الرضوية في تراجم علماء الجعفرية. يُعد من المصادر المُهمّة في تراجم علماء الشيعة وسيرهم. - نفثة المصدور فيما يتجدد به حزن عاشور. - الغاية القصوى في ترجمة العروة الوثقى. - الأنوار البهية في تواريخ الحجج الإلهية. | - بيت الأحزان في مصائب سيدة النسوان. - ذخيرة الأبرار في منتخب أنيس التجار. - الدرة اليتيمة في تتمات الدرة الثمينة. - مختصر الأبواب في السنن والآداب. - سفينة البحار ومدينة الحكم والآثار. - كحل البصر في سيرة سيد البشر. - منازل الآخرة والمطالب الفاخرة. - هدية الزائرين وبهجة الناظرين. - سبيل الرشاد في أصول الدين. - الكنى والألقاب. - خمسون درساً في الاخلاق. |